# Смирнов, Юрий Николаевич (актёр)
Юрий Николаевич Смирнов (род. 6 ноября 1938, Москва) — советский и российский актёр театра, кино и телевидения.
Заслуженный артист РСФСР (1989). Народный артист Российской Федерации (1997).

## Биография
Юрий Смирнов родился 6 ноября 1938 года. В 1963 году окончил Театральное училище имени Б. Щукина и в том же году был принят в труппу Московского театра драмы и комедии, более известном как «Театр на Таганке», в котором работает и в настоящее время.
Дебютировал в кино в 1961 году, а известность ему принесла роль Гаврилы в фильме «Бумбараш», вышедшем в 1971 году.
Амплуа Юрия Смирнова — актёр второго плана, но и в этих ролях он запомнился зрителям: Пётр Петрович Полипов в телесериале «Вечный зов», ювелир Анатолий Яковлевич в сериале «На углу, у Патриарших» и другие. В 2009 году озвучил фильм Юрия Нехая «Черкесия. Адыгэ Хабзэ».
Жена — Галина Гриценко
Сын — Максим Смирнов, кино- и телережиссёр.

## Общественная позиция
11 марта 2014 года подписал обращение деятелей культуры Российской Федерации в поддержку политики президента Российской Федерации В. В. Путина на Украине и в Крыму.

## Творчество

### Роли в театре
- 1964 — «Добрый человек из Сезуана» Б. Брехта. Постановка Ю. П. Любимова — Брат Вунг
- 1965 — «Павшие и живые». Поэтическое представление (новелла о 4-х солдатах, заимствованная из фронтовых дневников М. Гершензона). Постановка Ю. П. Любимова
- 1965 — «Десять дней, которые потрясли мир» по Д. Риду. Постановка Ю. П. Любимова — Солдаты, Солдаты революции, 1-й солдат, Продавец
- 1966 — «Жизнь Галилея» Б. Брехта. Постановка Ю. П. Любимова — Высокая сеньория, Ванни, Монахи
- 1967 — «Послушайте!» по Вл. Маяковскому. Постановка Ю. П. Любимова
- 1967 — «Пугачёв» по С. Есенину. Постановка Ю. П. Любимова — Тамбовцев, Двор
- 1968 — «Живой» Б. Можаева. Спектакль был запрещён; премьера состоялась лишь 23 февраля 1989 года. Постановка Ю. П. Любимова — Пашка Воронин
- 1968 — «Тартюф» Ж.-Б. Мольера. Постановка Ю. П. Любимова — Тартюф
- 1969 — «Мать» по А. М. Горькому. Постановка Ю. П. Любимова — Бегунцов, Урядник, Парень
- 1969 — «Час пик» Е. Ставинского. Постановка Ю. П. Любимова — Обуховский
- 1970 — «Берегите ваши лица» А. Вознесенского. Постановка Ю. П. Любимова
- 1971 — «А зори здесь тихие» Б. Васильева. Постановка Ю. П. Любимова — Отец Лизы Бричкиной
- 1972 — «Под кожей статуи Свободы» Е. Евтушенко. Постановка Ю. П. Любимова — Студент, изображающий Панчо Вильо, Студент, изображающий продавца лотерейных билетов
- 1973 — «Бенефис» по А. Островскому. Постановка Ю. П. Любимова
- 1973 — «Товарищ, верь…» по А. Пушкину. Постановка Ю. П. Любимова — за Милорадовича
- 1974 — «Деревянные кони» Ф. Абрамова. Постановка Ю. П. Любимова — Пётр Иванович, Прохор
- 1977 — «Мастер и Маргарита» по М. Булгакову. Постановка Ю. П. Любимова — Бегемот, Лиходеев
- 1977 — «Перекрёсток» по В. Быкову. Постановка Ю. П. Любимова — Рыбак
- 1978 — «Ревизская сказка» по Н. Гоголю. Постановка Ю. П. Любимова
- 1979 — «Преступление и наказание» по Ф. Достоевскому. Постановка Ю. П. Любимова — Лужин
- 1981 — «Владимир Высоцкий», поэтическое представление (запрещён; выпущен в 1988 году). Постановка Ю. П. Любимова
- 1982 — «Борис Годунов» А. Пушкина (запрещён; выпущен в 1988 году). Постановка Ю. П. Любимова
- 1986 — «Мизантроп» Ж.-Б. Мольера. Постановка А. В. Эфроса — Оронт
- 1990 — «Самоубийца» Н. Эрдмана. Постановка Ю. П. Любимова — Калабушкин
- 1995 — «Медея» Еврипида. Постановка Ю. П. Любимова — Вестник
- 1998 — «Шарашка» (главы романа А. И. Солженицына «В круге первом»). Постановка Ю. П. Любимова — Абакумов
- 2002 — «Фауст», свободная композиция в музыкальных и пластических этюдах по И. Гёте. Постановка Ю. П. Любимова — Император
- 2012 — «На всякого мудреца довольно простоты» А. Н. Островского. Режиссер — Владимир Мирзоев) — Крутицкий
- 2012 — «Эльза» Я. Пулинович. Режиссёр — Ю. Ауг — Василий Игнатьевич
- 2017 — «Чайка 73458» по пьесе А. П. Чехова. Режиссёр — Д. Казлаускас — Константин Гаврилович Треплев
- 2021 — «Земляничная поляна» Ингмара Бергмана. Режиссёр — Георгий Сурков — Исак Борк

### Фильмография
- 1961 — Девять дней одного года — эпизод («Мы за Галактику!»)
- 1962 — У твоего порога — сибирский паренёк
- 1964 — Товарищ Арсений — шпик
- 1969 — Деревенский детектив — Юрий Венедиктович (уполномоченный из района)
- 1969 — Я, Франциск Скорина… — эпизод
- 1970 — В лазоревой степи
- 1970 — Впереди день — водитель
- 1971 — Бумбараш — Гаврила
- 1971 — Старики-разбойники — слесарь домоуправления
- 1972 — Летние сны — задержанный «Нечайка»
- 1973 — Облака
- 1973—1983 — Вечный зов — Пётр Петрович Полипов
- 1979 — Близкая даль — Никифоров
- 1979 — Расколотое небо — богатый мужик
- 1980 — Откуда в траве рыба?
- 1981 — Чёрный треугольник — Волжанин
- 1982 — Баллада о доблестном рыцаре Айвенго — монах Тук
- 1983 — Пароль «Отель Регина»
- 1984 — Невероятное пари, или Истинное происшествие, благополучно завершившееся сто лет назад — мельник Алексей Бирюков
- 1985 — Чёрная стрела — сэр Оливер, священник
- 1986 — Перехват — капитан катера-шпиона
- 1987 — Апелляция — Виктор Фёдорович Ларищев, редактор
- 1987 — Везучая — Юрий Петрович
- 1987 — Оглашению не подлежит
- 1989 — Птицам крылья не в тягость
- 1992 — Белые одежды — Свешников
- 1995 — На углу, у Патриарших — ювелир Анатолий Яковлевич
- 2000 — Метаморфозы любви (короткометражный)
- 2001 — На углу, у Патриарших 2 — ювелир Анатолий Яковлевич
- 2001 — Сыщики — Борис Арнольдович
- 2002 — Две судьбы — Нехорошев
- 2003 — Козлёнок в молоке — Горынин
- 2003 — На углу, у Патриарших 3 — ювелир Анатолий Яковлевич
- 2004 — Бальзаковский возраст, или Все мужики сво… — Николай Иванович, вдовец, знакомый Сони по пансионату
- 2004 — На углу, у Патриарших 4 — ювелир Анатолий Яковлевич
- 2006 — Тюрьма особого назначения
- 2007 — Срочно в номер — Егор Павлович
- 2008 — Валерий Харламов. Дополнительное время (Россия) — дядя Миша
- 2008 — Долгожданная любовь (Россия, Украина) — партнёр по танцам
- 2008 — Неодинокие (Россия, Украина) — Александр Захарович
- 2008 — Срочно в номер 2 — Егор Павлович, тесть Данилова
- 2009 — Стая — Монастырский, специалист по антиквариату
- 2009 — Любить и ненавидеть. Дело № 2 «Королевский сорняк» — Лемехов
- 2009 — Черкесия. Адыгэ Хабзэ — озвучивание
- 2010 — Ефросинья — Михеич
- 2010 — Срочно в номер. «На службе закона» — Егор Павлович, тесть Данилова
- 2012 — 45 секунд — Иван Андреевич, отец Тани
- 2012 — Дельта — Григорий Новиков
- 2016 — Казаки — Николай Елизаров
- 2017 — Домохозяин — Олег Тихонович
- 2017 — Торгсин — батюшка

## Награды
- Премия города Москвы в области литературы и искусства (2022) — за исполнение главной роли в спектакле «Земляничная поляна»[2]